# Lampa (tỉnh)
Tỉnh Lampa (tiếng Tây Ban Nha: Provincia de Lampa) là một tỉnh thuộc vùng Puno của Peru. Tỉnh Lampa có diện tích 5792 km², dân số thời điểm theo điều tra dân số ngày 11 tháng 7 năm 1993 là 43461 người. Tỉnh lỵ đóng ở Lampa.